# Stedelijk Gymnasium Nijmegen
Das Stedelijk Gymnasium Nijmegen ist ein privates (openbar) Gymnasium in der niederländischen Stadt Nijmegen in der Provinz Gelderland. Das Kategorialgymnasium, das seine Schüler nach Begabung aussuchen darf, ist mit etwa 1400 Schülern das größte dieses Typs (vwo) in den Niederlanden.

## Geschichte

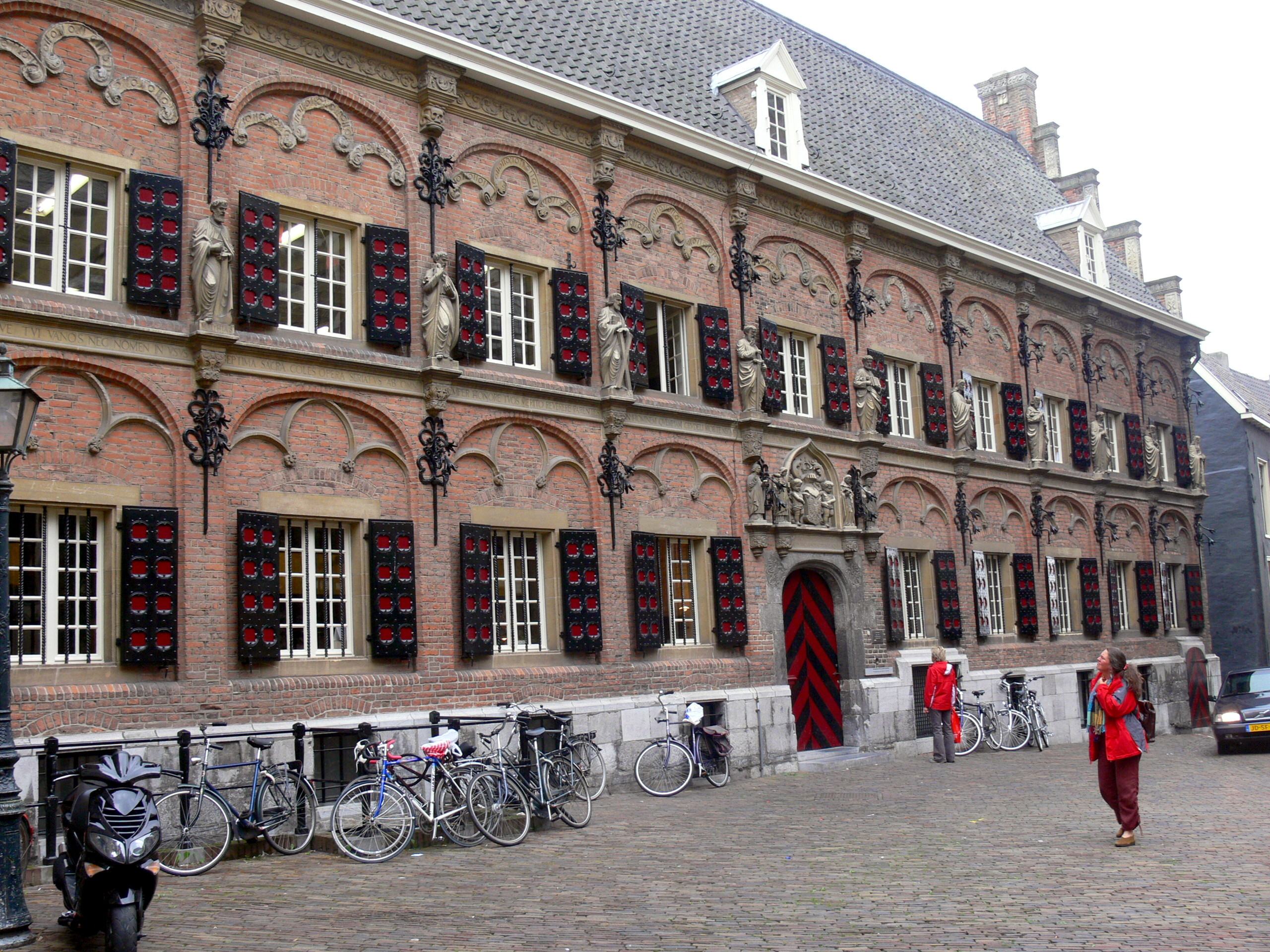
Erstes Gebäude der Lateinschule

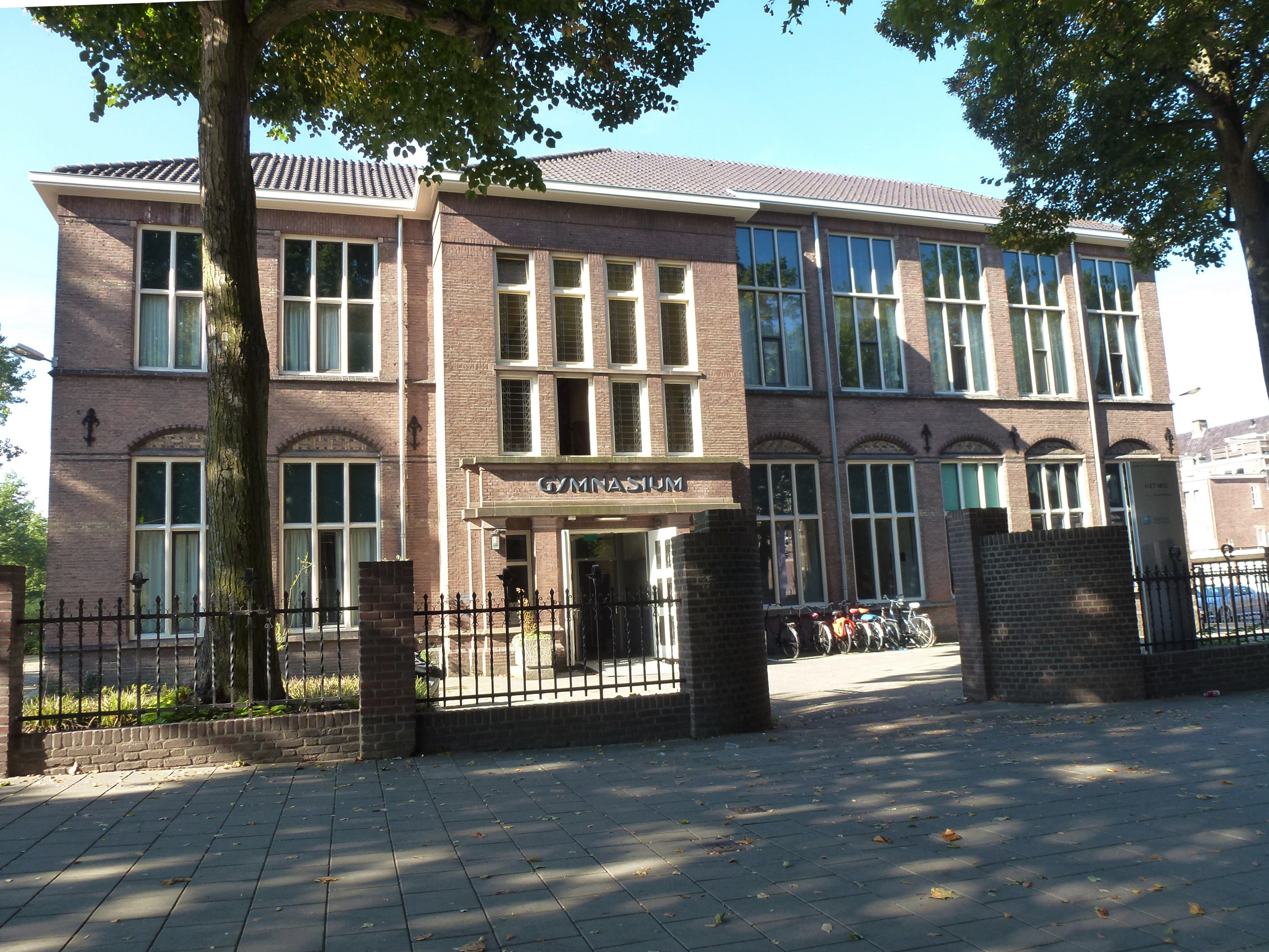
Ehemaliges Gebäude bis 1999 in der Van Schevichavenstraat

Im Jahr 1544 wurde eine Lateinschule in Nijmegen gegründet. Wahrscheinlich gab es bereits eine Schule seit 1301 bei der Stevenskerk. Ein Neubau, der bis heute als Latijnse School bekannt ist, sollte den Bedarf im Zentrum decken. 1842 änderte sich der Name in Gymnasium, zugleich mit der Einführung moderner Fremdsprachen. Eine elitäre Konkurrenz bestand seit 1900 zum jesuitischen Canisiuskolleg in Nimwegen. Nach einer längeren Station in der Van Schevichavenstraat zog die Schule 1999 in die Kronenburgersingel, an den Rand des Kronenburgerparks.

## Absolventen
- Anne Siberdinus de Blécourt (1873–1940), Rechtshistoriker
- Marinus van der Goes van Naters (1900–2005), Anwalt und Politiker (PvdA)
- Thom de Graaf (* 1957), Bürgermeister von Nijmegen
- Robert van Gulik (1910–1967), Sinologe
- Olivier Hekster (* 1974), Althistoriker
- Eefke Mulder (* 1977), Hockeyspielerin mit Olympiamedaille